# Pfarrkirche Obertraun

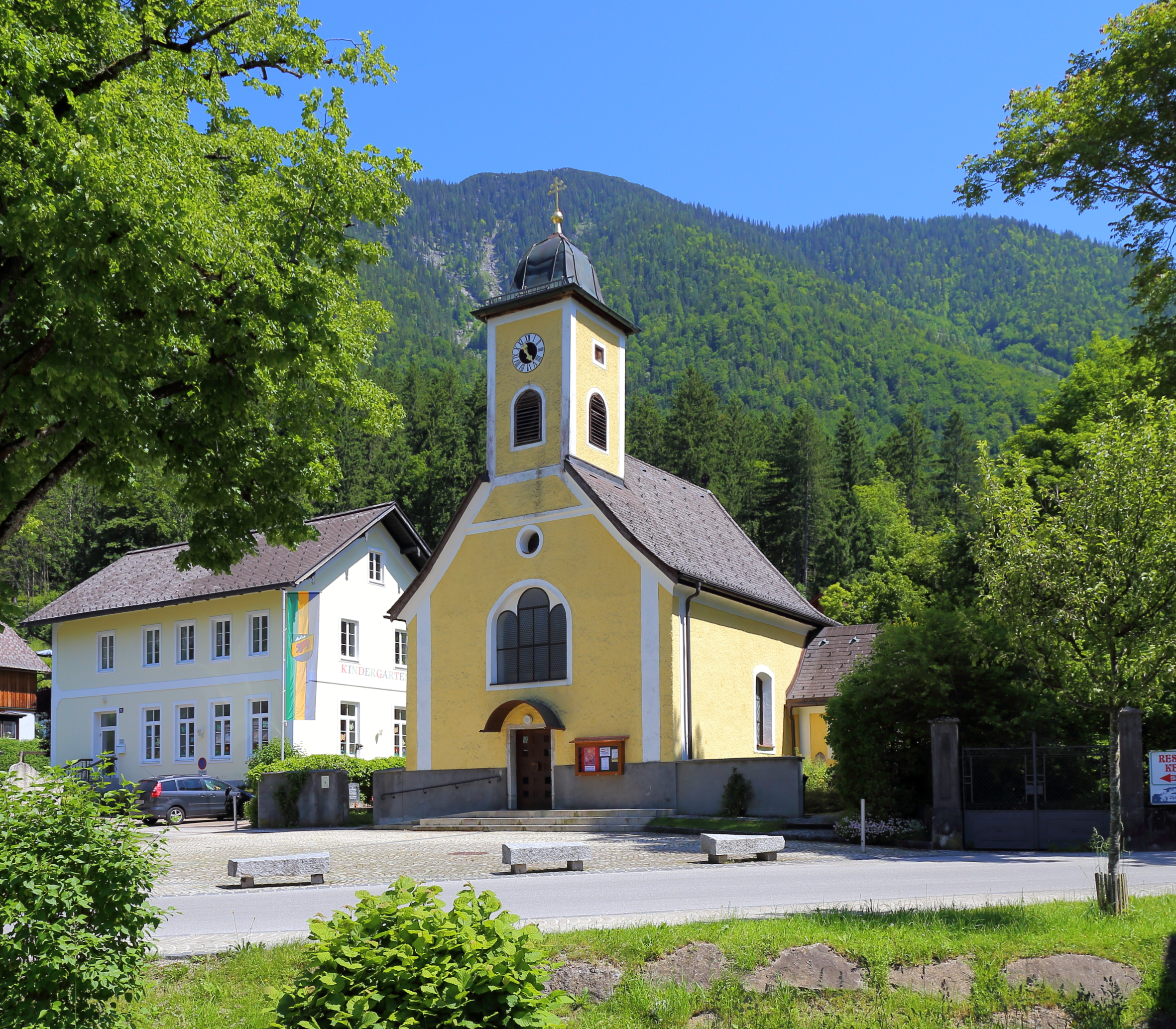
Südsüdwestansicht der Pfarrkirche

Die römisch-katholische Pfarrkirche Obertraun steht in der Gemeinde Obertraun im Bezirk Gmunden in Oberösterreich. Sie ist der Heiligsten Dreifaltigkeit geweiht und gehört zum Seelsorgeraum Bad Goisern im Dekanat Bad Ischl. Die Kirche steht unter Denkmalschutz.

## Geschichte
Die Kirche wurde im Jahr 1770 von Kaiserin Maria Theresia gestiftet und 1771 erbaut.

## Kirchenbau
Bei dem Gotteshaus handelt es sich um einen tonnengewölbten Saalbau mit 3/8-Chor. Über der westlichen Fassadenseite wurde ein Dachreiter errichtet.

## Ausstattung
Die Statuen auf dem Hochaltar stellen die Heiligen Petrus und Paulus dar. Sie stammen aus dem zweiten Viertel des 18. Jahrhunderts.  In der Kirche hängen außerdem zwei Gemälde, die den heiligen Hieronymus sowie den heiligen Johannes der Täufer darstellen. Laut Inschrift auf der Rückseite malte sie Johann Georg Dominikus Grasmair im Jahr 1740.